# ان‌جی‌سی ۱۹۲۴
ان‌جی‌سی ۱۹۲۴ (انگلیسی: NGC 1924) نام یک کهکشان مارپیچی میله‌ای در صورت فلکی شکارچی است.